# Perilampus cyaneus
Perilampus cyaneus är en stekelart som först beskrevs av Fabricius 1798.  Perilampus cyaneus ingår i släktet Perilampus och familjen gropglanssteklar. Inga underarter finns listade i Catalogue of Life.